# 4800 Veveri
4800 Veveri è un asteroide della fascia principale. Scoperto nel 1989, presenta un'orbita caratterizzata da un semiasse maggiore pari a 3,0051017 UA e da un'eccentricità di 0,1072919, inclinata di 10,30084° rispetto all'eclittica.